# كيسوكي إندو
كيسوكي إندو (باليابانية: 遠藤 敬佑) (مواليد 20 مارس 1989)، هو لاعب كرة قدم ياباني سابق كان يلعب كمهاجم.

## وصلات خارجية
- كيسوكي إندو على موقع رابطة كرة القدم اليابانية للمحترفين (اليابانية)
- كيسوكي إندو على موقع قاعدة بيانات كرة القدم.إي يو (الإنجليزية)
- كيسوكي إندو على موقع Soccerway.com (الإنجليزية)